# Абу-ль-Музаффар аль-Мустанджид Биллах
Абу́-ль-Муза́ффар Ю́суф бин Муха́ммад аль-Муста́нджид Билла́х (араб. أبو المظفر يوسف بن محمد المستنجد بالله‎; 1124 — 20 декабря 1170) — багдадский халиф из династии Аббасидов, правивший с 1160 по 1170 год.

## Биография
Юсуф ибн Мухаммад родился в 1124 г. (518 г. х.). Его отцом был халиф Мухаммад аль-Муктафи, а матерью — грузинская невольница Таус. 
В 1160 г. (542 г. х.) он стал наследником престола. Халиф аль-Мустанджид был добродетельным, справедливым и образованным человеком. Он писал стихи и изучал науки, в том числе астрономию. Во времена его правления были значительно уменьшены налоги и таможенные пошлины. В Сирии и Египте шли ожесточённые войны между крестоносцами и мусульманами. В связи с упадком государства Фатимидов, мусульманскими армиями командовал только атабек Hyp ад-Дин Занги.